# Ла-Шапель-дю-Шатлар
Ла-Шапе́ль-дю-Шатла́р (фр. La Chapelle-du-Châtelard) — коммуна во Франции, находится в регионе Рона — Альпы. Департамент — Эн. Входит в состав кантона Виллар-ле-Домб. Округ коммуны — Бурк-ан-Брес.
Код INSEE коммуны — 01085.

## География
Коммуна расположена приблизительно в 370 км к юго-востоку от Парижа, в 38 км севернее Лиона, в 22 км к юго-западу от Бурк-ан-Бреса.
По территории коммуны протекает река Шаларон.

## Население
Население коммуны на 2008 год составляло 309 человек.
| 1962 | 1968 | 1975 | 1982 | 1990 | 1999 | 2008 |
| ---- | ---- | ---- | ---- | ---- | ---- | ---- |
| 237  | 210  | 202  | 242  | 247  | 263  | 309  |

## Экономика
В 2007 году среди 219 человек в трудоспособном возрасте (15—64 лет) 169 были экономически активными, 50 — неактивными (показатель активности — 77,2 %, в 1999 году было 69,4 %). Из 169 активных работали 163 человека (93 мужчины и 70 женщин), безработных было 6 (3 мужчин и 3 женщины). Среди 50 неактивных 15 человек были учениками или студентами, 20 — пенсионерами, 15 были неактивными по другим причинам.

## Фотогалерея

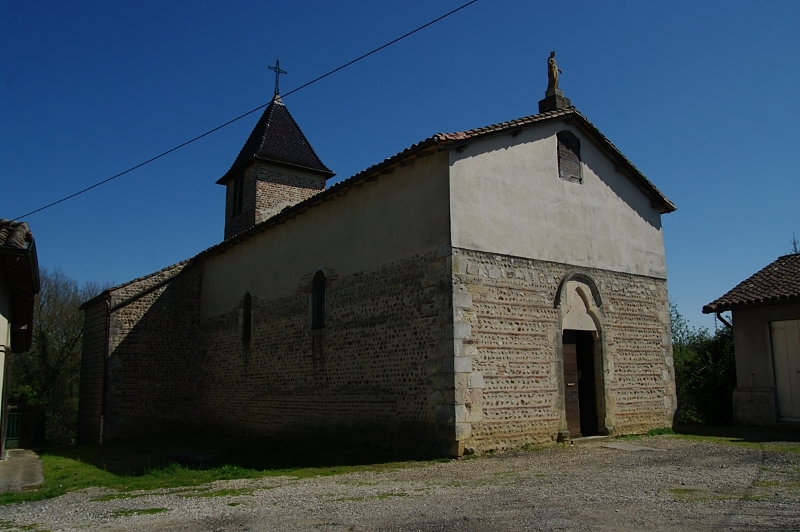
Часовня Нотр-Дам-де-Бомон
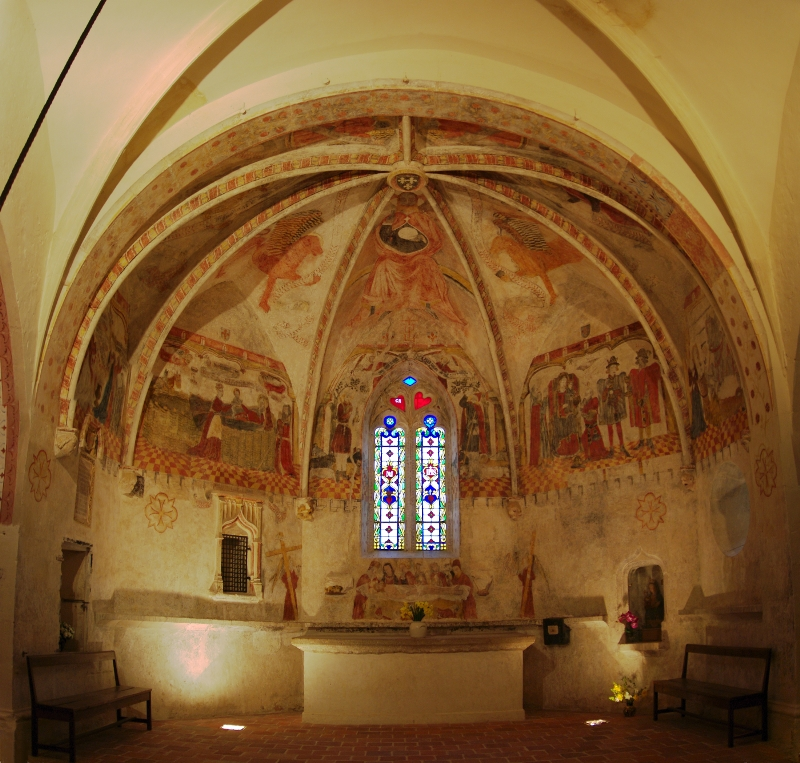
Интерьер часовни Нотр-Дам-де-Бомон
Коммуна на карте департамента Эн
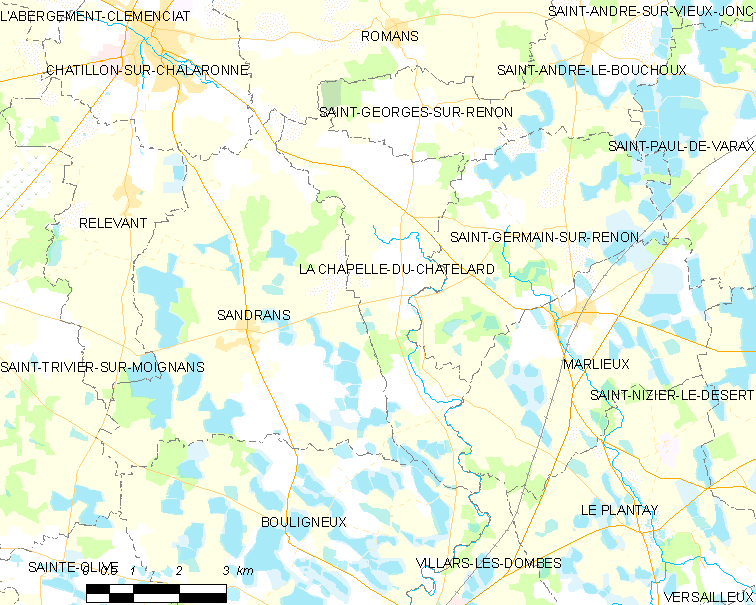
Карта коммуны